# Маркус Омофума
Маркус Омофума (англ., нім. Marcus Omofuma; 10 травня 1973, Нігерія — 1 травня 1999, літак між Віднем і Софією) — нігерійський шукач притулку, який помер в Австрії під час його депортації внаслідок жорстокого поводження співробітників місцевої поліції. Його смерть стала символом руху проти расизму в Австрії.

## Життєпис
У Нігерії Маркус Омофума був членом релігійного братства народу йоруба «Оґбоні» (нині офіційно заборонене, проте продовжує діяти). У страху стати жертвою з боку братства, один із внутрішніх законів якого він порушив, Омофума втік із країни. 1994 року за підробленими документами прибув до Німеччини, проте німецька влада відхилила його прохання про надання притулку. У листопаді 1998 року подав аналогічне прохання в Австрії, посилаючись на релігійне переслідування, проте й цього разу отримав відмову. У грудні 1998 року засудженого до депортації Омофуму тимчасово розміщено в таборі для біженців у Трайскірхені.
1 травня 1999 року 25-річного нелегала мали депортувати бортом авіакомпанії «Balkan Bulgarian Airlines» до Болгарії. За версією міністерства внутрішніх справ Австрії Омофума, який не бажав сідати в літак, намагався чинити фізичний опір поліцейським, які супроводжували його, внаслідок чого щодо нього було застосовано силу: надягнуто наручники, рот і ніс (принаймні, одну з ніздрів) заліплено скотчем, а самого бешкетника прив'язано до крісла. Про смерть Омофуми від ядухи (за іншою версією — від серцевого нападу), що настала під час польоту, стало відомо лише після прибуття рейсу в Софію.

## Наслідки
Смерть Омофуми викликала хвилю протестів серед африканської спільноти в Австрії та привернула широку увагу австрійських ЗМІ. Найбільша акція протесту відбулася 8 травня 1999 року у Відні. Газета Kronen Zeitung зазнала критики за расистське висвітлення цієї справи, що виправдовує дії поліцейських, звинувачуючи при цьому загиблого в причетності до злочинної діяльності. 27 травня 1999 року під приводом боротьби з незаконним обігом наркотиків Міністерство внутрішніх справ розпочало операцію «Весна», під час якої заарештовано близько 100 африканців, багато з яких були активними учасниками протестного руху.
Трьох поліцейських, винних у смерті Омофума, було усунуто від виконання службових обов'язків, однак у лютому 2001 року це усунення було знято. 2002 року їх було засуджено до 8 місяців умовного тюремного ув'язнення за «вбивство з необережності за особливо небезпечних обставин»; всі троє отримали право згодом продовжити роботу в поліції. Активісти та правозахисні організації розкритикували це покарання як надто м'яке.

## Пам'ятник

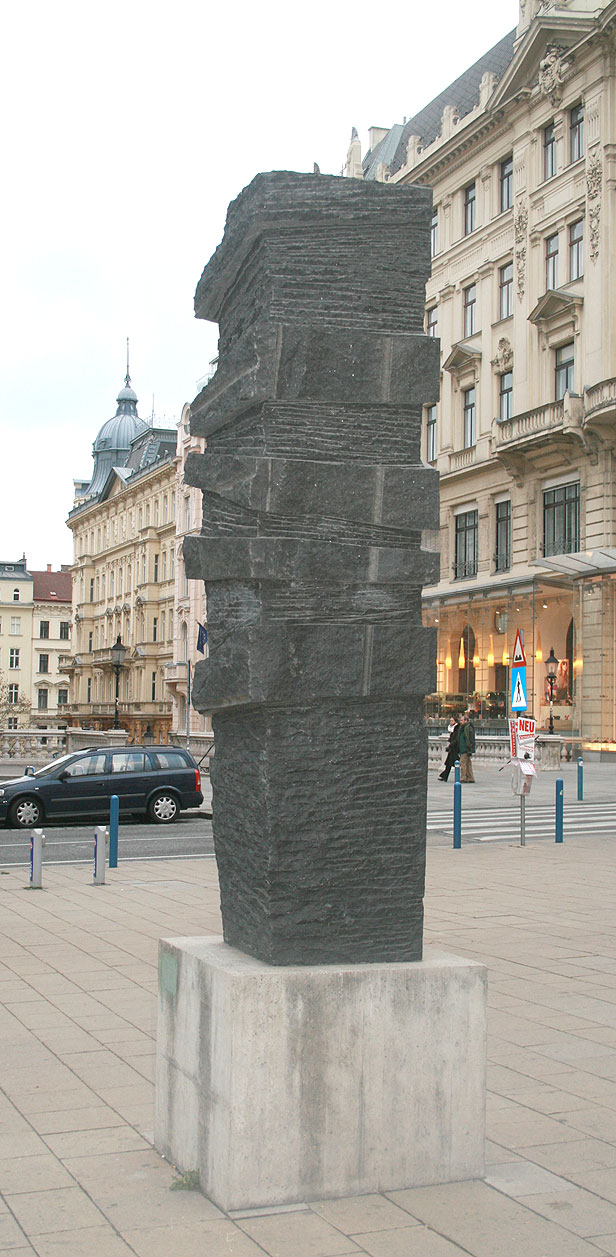
Меморіальний камінь на згадку про Омофуму в центрі Відня

10 жовтня 2003 року поруч із Віденською державною оперою встановлено меморіал на згадку про Омофума. Зважаючи на те, що це було зроблено без відповідного дозволу влади, 15 жовтня пам'ятник перенесено до Музейного кварталу в центрі Відня, де він перебуває донині.
Встановлення меморіального каменя в центрі громадського міського простору Відня викликало суперечки. Зокрема, Австрійська партія свободи виступила категорично проти цього видимого нагадування про прохача притулку в громадських місцях. Про особливу важливість скульптури як пам'ятника проти расизму і нелюдської політики надання притулку свідчить той факт, що камінь Маркуса Омофуми часто зазнавав нападів з боку расистів і неонацистів, особливо в перші роки після встановлення: інформаційну табличку заливали смолою і дьогтем, сам камінь — лаком, а 2011 року нанесено символ «KKK», що означає «Ку-клукс-клан».
6 грудня 2020 року члени праворадикального руху «Identitäre Bewegung Österreich» (у перекладі з нім. — «Рух за ідентичність Австрії») у відповідь на теракти 2 листопада 2020 року обклали пам'ятник Омофумі щитами із зображеннями жертв терору та супровідним написом «White Lives Matter Wien» (у перекладі з англ. — «Білі життя мають значення, Відень»).